# Guérin (évêque de Sion)
Pour les articles homonymes, voir Guérin.
Saint Guérin, né vers 1065 à Mousson (aujourd'hui Pont-à-Mousson, Meurthe-et-Moselle) et mort en 1150, est un moine cistercien, fondateur et abbé d'Aulps, puis évêque de Sion.

## Biographie

### Enfance et entrée dans les ordres
Guérin — que l'on trouve également sous les formes Garin, Guarinus, Guerinus et Warinus — serait né à Mousson vers 1065, en Lorraine. Il est d'origine noble, probablement issu de la famille des châtelains des lieux, connue pour ses largesses envers l’abbaye de Molesme (Bourgogne) où le jeune Guérin prononce ses vœux, vers l'âge de 18-20 ans, avant 1085. Il y rencontre l’élite intellectuelle des bénédictins réformateurs de la fin du XIIe siècle. Sa conception de la vie monastique se construit ainsi au contact des trois futurs fondateurs de Cîteaux, Robert de Molesme, Aubry et Etienne Harding Comme eux, il désire le retour à une rigoureuse observance de la Règle de saint Benoît.

### Fondation de l'abbaye d'Aulps
Vers 1094, l’occasion lui est donnée d’accomplir sa quête d’idéal. Il quitte Molesme avec Guy et d'autres compagnons pour fonder un ermitage à Aulps, dans le Chablais,. Il noue alors de nouveaux contacts avec les comtes de Maurienne, les sires de Faucigny ou les évêques de Genève. Guérin est élu abbé d'Aulps, à la suite de Guy, entre 1070 et 1113, à partir de 1110, ou de 1113, jusqu'en 1138,. Il assure l’existence de la jeune communauté en sollicitant de l'évêque de Genève la cession de l'église paroissiale de Saint-Cergues (1113) et en obtenant du pape Calixte II une bulle confirmant la liberté d'élection abbatiale (1120).
Guérin entretient des liens étroits avec les monastères voisins issus de Molesme et Aulps. Il aurait reçu une propriété à Hautecombe en 1121 et en 1131, il obtient une donation pour les moines de Bonmont. Homme de paix, il participe avec de nombreux autres prélats de la région à l'accord de Seyssel entre l'évêque et le comte de Genève en 1124. Bernard de Clairvaux remarque la dynamique communauté d’Aulps et souhaite l’intégrer à l’ordre cistercien en expansion. Il lui adresse deux lettres. Jaloux de son indépendance et de l’originalité de son monastère, Guérin résiste quelques années et n’affilie Aulps qu’en 1136, après tous les autres monastères de la région issus de Molesme.

### Évêque de Sion
Guérin est consacré évêque de Sion au début de l'année 1138. Après Pierre de Tarentaise en 1124 et l'archevêque de Pise en 1137, il est le troisième abbé cistercien élevé à la dignité épiscopale. Comte-évêque d’Empire, sa charge est nettement orientée vers l’administration temporelle de son diocèse. Loin de son univers de jeunesse, il mène une intense activité diplomatique contre les prétentions de la famille d'Allinges en 1138, contre celles du comte de Maurienne Amédée III sur les villages de Loèche et Naters en 1143. Il achève la réforme de l’abbaye canoniale de Saint-Maurice. 
Guérin serait mort à Aulps un 6 janvier (d’après la tradition cistercienne) ou un 27 août, (d’après les nécrologes de Sion et Abondance), en 1150,, selon la tradition, entre 1153 et 1158, voire peut être 1159, au terme d'un séjour prolongé et après avoir résigné sa charge épiscopale. La raison de son séjour à Aulps est inconnue.

## Culte et pèlerinage
Guérin ne fut jamais canonisé, mais simplement déclaré bienheureux (beatus). Il est fêté le 27 août par l'Église catholique. Il est célébré le 1er septembre en Savoie (archidiocèse de Chambéry, Maurienne et Tarentaise et diocèse d'Annecy).
Il est le saint protecteur des troupeaux. Les croyants l'invoquent également contre « la rage, la fièvre, les rhumatismes, les dartres, la gale, les maladies de la peau en général [ainsi que] les incendies ». Son culte est situé principalement dans les Alpes du Valais et de Savoie, avec une diffusion en Lorraine, Bourgogne et Franche-Comté.
Le principal lieu de son culte est situé à l'abbaye d'Aulps où sont gardées ses reliques. Elles sont devenues le but d’un pèlerinage fréquenté à la fin août. Les solennités sont prolongées par une foire aux bestiaux. Ces festivités ont survécu au départ des moines et à la destruction de l’abbaye. Ainsi, le dimanche 28 août 1938, plus de dix mille personnes assistèrent à la messe du huitième centenaire de l'abbaye, durant laquelle quatre évêques officièrent. 
De nombreuses chapelles sont dédiés à Guérin. Une paroisse à Sion porte son nom.